# تسا فرر
تسا فرر (انگلیسی: Tessa Ferrer؛ زادهٔ ۳۰ مارس ۱۹۸۶) یک هنرپیشه اهل ایالات متحده آمریکا است. وی از سال ۲۰۰۸ میلادی تاکنون مشغول فعالیت بوده‌است.
او نوه خوزه فرر و رزماری کلونی ، برادرزاده میگوئل فرر و دخترِپسرعمه جورج کلونی است.

## گزیده فیلمشناسی
از فیلم‌ها یا برنامه‌های تلویزیونی که وی در آن نقش داشته‌است می‌توان به آثار زیر اشاره کرد.
- توطئه‌آمیز: آخرین کلید (۲۰۱۸)
- آناتومی گری (مجموعه تلویزیونی) (۲۰۱۶–۲۰۱۷)
- دارای هستی (مجموعه تلویزیونی) (۲۰۱۴)
- تو بدترینی (۲۰۱۵)